# Kenda-5-Hour Energy Cycling Team/Saison 2012
Dieser Artikel listet Erfolge und Fahrer des Radsportteams Kenda-5-Hour Energy in der Saison 2012 auf.

## Platzierungen in UCI-Ranglisten
| UCI Continental Circuit | Platz |
| ----------------------- | ----- |
| UCI America Tour 2012   | 14    |

## Zugänge – Abgänge
| Zugänge             | Team 2011       | Abgänge          | Team 2012                         |
| ------------------- | --------------- | ---------------- | --------------------------------- |
| John Murphy         | BMC Racing Team | Ben Day          | UnitedHealthcare Pro Cycling Team |
| Andy Jacques-Maynes | Bissell Cycling | Chris Monteleone | Team SmartStop-Mountain Khakis    |
| Paul Mach           | Bissell Cycling | Spencer Gaddy    | Unbekannt                         |
| Nathaniel English   | Neoprofi        | Jake Rytlewski   | Unbekannt                         |
| Stephen Housely     | Neoprofi        | Scottie Weiss    | Unbekannt                         |
| Max Korus           | Neoprofi        | Robert White     | Unbekannt                         |
| Curtis Winsor       | Neoprofi        |                  |                                   |

## Mannschaft
| Name                | Geburtstag         | Nationalität       |
| ------------------- | ------------------ | ------------------ |
| Greggory Brandt     | 8. November 1984   | Vereinigte Staaten |
| Luca Damiani        | 8. November 1984   | Italien            |
| Nathaniel English   | 28. März 1984      | Vereinigte Staaten |
| Phillip Gaimon      | 28. Januar 1986    | Vereinigte Staaten |
| Chad Hartley        | 20. Juni 1981      | Vereinigte Staaten |
| Stephen Housley     | 31. Oktober 1989   | Vereinigte Staaten |
| Isaac Howe          | 4. März 1986       | Vereinigte Staaten |
| Andy Jacques-Maynes | 22. September 1978 | Vereinigte Staaten |
| Roman Kilun         | 27. November 1981  | Vereinigte Staaten |
| Max Korus           | 8. Oktober 1988    | Vereinigte Staaten |
| Patrick Lemieux     | 24. Oktober 1987   | Vereinigte Staaten |
| Paul Mach           | 15. März 1982      | Vereinigte Staaten |
| Shawn Milne         | 9. November 1981   | Vereinigte Staaten |
| John Murphy         | 15. Dezember 1984  | Vereinigte Staaten |
| James Stemper       | 21. August 1985    | Vereinigte Staaten |
| Robert Sweeting     | 5. Juni 1987       | Vereinigte Staaten |
| Curtis Winsor       | 19. November 1988  | Vereinigte Staaten |